# جاسبر وود
جاسبر وود هو عازف كمان كندي، ولد في 29 أبريل 1974 في مونكتون في كندا.

## وصلات خارجية
- الموقع الرسمي
- جاسبر وود على موقع ميوزك برينز (الإنجليزية)
- جاسبر وود على موقع ميوزك برينز (الإنجليزية)